# 雁坪站
雁坪站位于重庆市江北区，是重庆轨道交通4号线车站，车站编号4/14。

## 结构
雁坪站为地下岛式车站。